# Arissa Ferkic

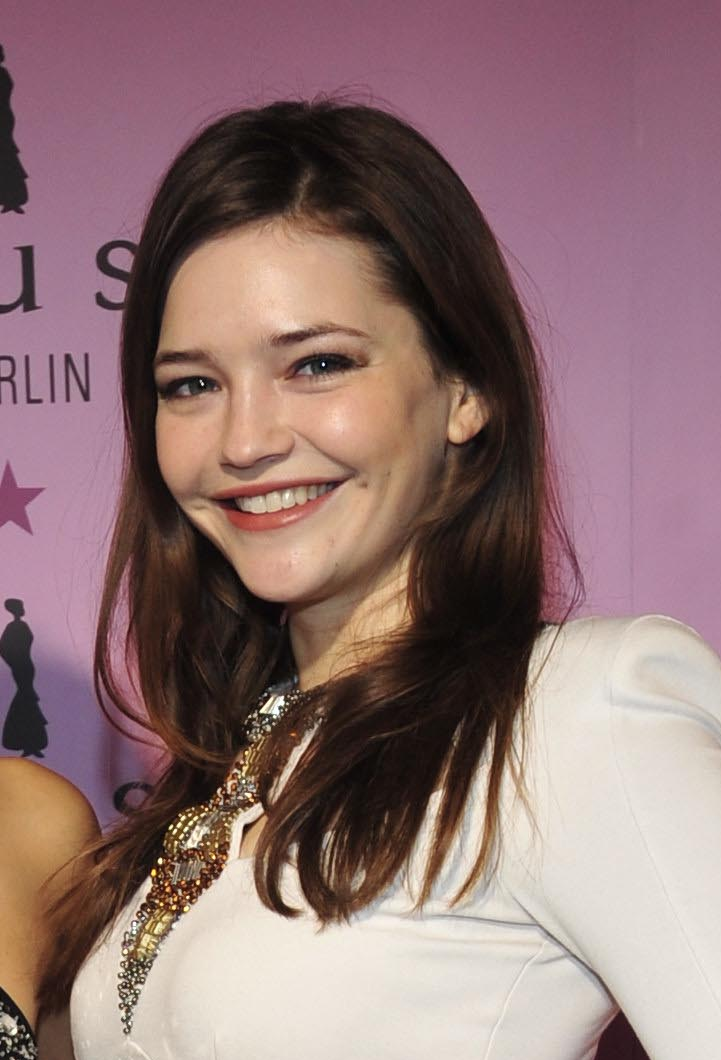
Arissa Ferkic (2010)

Arissa Ferkic (* 3. Oktober 1984 in Eckernförde, Schleswig-Holstein) ist eine deutsche Schauspielerin kroatischer Herkunft.

## Leben
Arissa ist eines von sechs Geschwistern und wuchs in Heist, in der Nähe von Uetersen, auf. Vier ihrer Geschwister sind Schauspieler: Kristo (* 1998), Joanna (* 1994), Vijessna (* 1987) und Jaime Krsto Ferkic (* 1989). Nur die älteste Schwester Lilja ist nicht im Filmgeschäft tätig. Zusammen mit Vijessna besuchte sie im Alter von zwölf Jahren eine der ersten Kinderschauspielschulen Deutschlands.
Arissa Ferkic machte Abitur und spielte bereits 2003 in Stubbe – Von Fall zu Fall: Tödlicher Schulweg, Drei mit Herz und Stahlnetz. Zudem war sie in der Karstadt-Sport-Werbung zu sehen.
Am 18. April 2006 trat Arissa Ferkic erstmals in der Daily-Soap Unter uns bei RTL auf, wo sie bis zum 29. Juli 2008 in der Rolle der Silke Seebach zu sehen war. Arissa Ferkic lebt in Köln und ist ledig.
2010 spielte sie bei Hanna – Folge deinem Herzen die Hauptrolle der Lina Clausen. Im selben Jahr war sie Regieassistentin in dem deutschen Kinofilm Groupies bleiben nicht zum Frühstück.

## Filmografie
- 1999: Stahlnetz (Fernsehserie, 1 Folge)
- 2000–2001: Absolut das Leben (Fernsehserie)
- 2001: Drei mit Herz (Fernsehserie, 1 Folge)
- 2001: Ein Zwilling zuviel (Fernsehfilm)
- 2003: Stubbe – Von Fall zu Fall (Fernsehserie, 1 Folge)
- 2006–2008: Unter uns (Fernsehserie)
- 2009: Groupies bleiben nicht zum Frühstück (3. Regieassistentin, Nebenrolle)
- 2010: Hanna – Folge deinem Herzen (Fernsehserie, 110 Folgen)
- 2014: Heldt (Fernsehserie, 1 Folge)